# Aleksiej Wasilczenko
Aleksiej Aleksandrowicz Wasilczenko (ros. Алексей Александрович Васильченко; ur. 29 marca 1981 w Ust-Kamienogorsku, Kazachska SRR) – kazachski hokeista, reprezentant Kazachstanu, olimpijczyk.

## Kariera
- Kazcynk-Torpedo (2000-2002)
- Spartak Moskwa (2002-2003)
- Chimik Woskriesiensk (2003)
- Saławat Jułajew Ufa (2003-2004)
- Nieftiechimik Niżniekamsk (2004-2007)
- CSKA Moskwa (2007-2008)
- HK MWD Bałaszycha (2008)
- Barys Astana (2008-2011)
- Traktor Czelabińsk (2011-2015)
- Jugra Chanty-Mansyjsk (2015-2016)
- Mietałłurg Nowokuźnieck (2016-2018)
- Gyergyói HK (2018)
- Buran Woroneż (2018)

Wychowanek Torpedo Ust-Kamienogorsk. Od maja 2011 zawodnik Traktora Czelabińsk. W kwietniu 2012 przedłużył kontrakt z klubem o dwa lata. Od maja 2015 do kwietnia 2016 zawodnik Jugry Chanty-Mansyjsk. Od sierpnia 2016 zawodnik Mietałłurga Nowokuźnieck. Od sierpnia do października 2018 był hokeistą rumuńskiego klubu Gyergyói HK, po czym przeszedł do Buranu Woroneż.
Uczestniczył w turniejach mistrzostw Europy juniorów do lat 18 edycji 1999 (Dywizja I), mistrzostw świata juniorów do lat 20 edycji 2000, 2001, seniorskich mistrzostw świata w 2001, 2002 (Dywizja I), 2005, 2010 (Elita), 2011 (Dywizja), 2014 oraz był w kadrze Kazachstanu na Zimowych Igrzyskach Olimpijskich 2006.

## Sukcesy
Reprezentacyjne
- Złoty medal zimowych igrzysk azjatyckich: 2011
- Awans do MŚ Elity: 2011

Klubowe
- Złoty medal mistrzostw Kazachstanu: 2001, 2002 z Kazcynk-Torpedo
- Puchar Kazachstanu: 2002 z Kazcynk-Torpedo
- Puchar Kontynentu: 2012 z Traktorem Czelabińsk
- Brązowy medal mistrzostw Rosji: 2012 z Traktorem Czelabińsk
- Srebrny medal mistrzostw Rosji: 2013 z Traktorem Czelabińsk